# Due (romanzo Irène Némirovsky)
Due (titolo originale Deux) è un romanzo pubblicato nel 1939 dalla scrittrice ebrea francese Irène Némirovsky (1903-1942).

## Trama
La storia si dipana nell'arco di tempo che va dal 1920 al 1933. 
Tramite amici comuni, Antoine Carmontel e Marianne Segré si incontrano la notte di Pasqua del 1920, e si innamorano. La relazione viene vissuta però in modi diversi dai due componenti della coppia: se Antoine la vive senza troppo impegno (mentre frequenta Marianne, ogni tanto incontra anche la più matura Nicole), Marianne vi si affida con trasporto e apprensione. Sentendosi maltrattata, la ragazza comincia a perdere le speranze e lentamente sembra dimenticarlo, finché Solange, loro comune amica, per dimenticare Dominique, l'uomo per cui si tormenta, rimane incinta di Gilbert, fratello di Antoine: il bimbo nasce morto e la ragazza (che poi sposerà Gilbert) patirà il colpo per i successivi dieci anni, fino alla morte. In seguito al grave incidente, Marianne e Antoine si ritrovano e decidono di sposarsi.
Il loro sarà un matrimonio fecondo (dalla loro unione nasceranno tre bambini), ma ormai privo di amore. Di conseguenza, i due si inoltrano nelle vie dell'adulterio. Marianne intraprende una relazione con Dominique, ex fidanzato dell'amica Solange, ora sposato e padre. Antoine (che nel frattempo ha rilevato una ditta che produce impasti per le cartiere) inizia invece a frequentare Evelyne, sorella minore di Marianne: quando la relazione tra i due giunge al capolinea, la ragazza si suicida ingerendo una dose letale di barbiturici. Antoine patirà il colpo, e Marianne, pur non amandolo più, lascia l'amante per assisterlo. I due continueranno a vivere l'uno a fianco dell'altra, senza più amore, ma resi invulnerabili dai tanti anni di convivenza.
(Due, explicit)

## Edizioni
- Irène Némirovsky, Due, collana Biblioteca Adelphi, traduzione di Laura Frausin Guarino, Milano, Adelphi, 2010, ISBN 978-88-459-2472-9.
- Irène Némirovsky, Due, collana I libri del Corriere della Sera. Irène Némirovsky, traduzione di Laura Frausin Guarino, prefazione di Giorgio Montefoschi, n. 3, Milano, RCS, 2012.
- Irène Némirovsky, Due, collana Grandi Tascabili Economici Newton, traduzione di Tiziana Merani, introduzione di Maria Nadotti, n. 738, Roma, Newton Compton, 2013, ISBN 978-88-541-4663-1.
- Irène Némirovsky, Due, collana Classici Moderni Newton, traduzione di Tiziana Merani, introduzione di Maria Nadotti, n. 2, Roma, Newton Compton, 2015, ISBN 978-88-541-8062-8.
- Irène Némirovsky, Due, collana BUR. Contemporanea, traduzione di Laura Frausin Guarino, Milano, Rizzoli, 2016, ISBN 978-88-17-08829-9.
- Irène Némirovsky, Due, a cura di Gabriella Mezzanotte, collana Oscar moderni, n. 161, Milano, Mondadori, 2017, ISBN 978-88-04-68238-7.
- Irène Némirovsky, Due, collana Futuro Anteriore, traduzione di Francesca Cervelli, saggio introduttivo di Antonia Dedda, Santarcangelo di Romagna, Theoria, 2023, ISBN 978-88-549-8270-3.